# Anna Bukovszky
Anna Bukovszky (* 30. Juni 2002 in Balassagyarmat, Ungarn) ist eine ungarische Handballspielerin, die für die ungarische Nationalmannschaft aufläuft.

## Karriere

### Im Verein
Anna Bukovszky spielte ab dem Jahr 2012 beim ungarischen Verein Lóci DSE und wechselte im darauffolgenden Jahr in die Jugendabteilung von Váci NKSE. Im Januar 2018 hütete sie erstmals das Tor der Erstligamannschaft von Váci NKSE. Weiterhin sammelte die Torhüterin ab demselben Jahr per Zweitspielrecht Spielpraxis beim ungarischen Zweitligisten Gödi SE, für den sie zuletzt im Jahr 2020 zwischen den Pfosten stand. Zur Saison 2025/26 wird sie zum Erstligisten Esztergomi KC wechseln.

### In Auswahlmannschaften
Bukovszky gewann mit der ungarischen Jugendnationalmannschaft die Goldmedaille bei der U-17-Europameisterschaft 2019. Zwei Jahre später konnte sie den Titelgewinn mit der ungarischen Juniorinnennationalmannschaft bei der U-19-Europameisterschaft wiederholen. 2022 folgte der Gewinn der Silbermedaille bei der U-20-Weltmeisterschaft, mit der ihre Zeit in der ungarischen Juniorinnenauswahl endete.
Bukovszky bestritt am 2. Dezember 2023 im zweiten Vorrundenspiel der Weltmeisterschaft 2023 ihr Länderspieldebüt für die ungarische A-Nationalmannschaft gegen die kamerunische Auswahl, gegen die sie vier von sechs gegnerischen Würfen parieren konnte. Bukovszky stand in drei Turnierspielen im Kader der ungarischen Auswahl, wovon sie in zwei Partien eingesetzt wurde.